# A Haunting
A Haunting (Historias de ultratumba en Hispanoamérica) y (Contactos con el más allá en España) es una serie de televisión estadounidense trasmitida por Discovery Channel en América y por Discovery Max en España. Inició originalmente como un especial de dos episodios, que fueron desarrollados por Allison Erkelens, quien también fue la escritora principal de la serie. Estos especiales fueron producidos por Tom Naughton y Nicolas Valcour para New Dominion Pictures, la serie está basada en historias paranormales reales. Debido a los altos niveles de audiencia la serie se volvió un programa semanal en Discovery Channel para Estados Unidos, siendo producido por Larry Silverman.

## Contenido
Los episodios cuentan una crónica de fenómenos paranormales de la vida real contados con estupor por sus propios protagonistas. Esta escalofriante serie narra algunas de las historias sobrenaturales más impactantes de los Estados Unidos. La tragedia, el suicidio y el asesinato, enfrenta a personas normales y corrientes con situaciones aterradoras. Se transmite actualmente en algunos países de América Latina y en Europa únicamente en España.
Narraciones en primera persona, aclaran los misterios y las causas de todas y cada una de las historias. En definitiva, Historias de Ultratumba profundiza en los misterios que rodean a inocentes propietarios de hogares “embrujados”. Todos los inexplicables acontecimientos pueden convertirse en tragedia, si los espíritus trastocados que habitan las casas de los protagonistas se empeñan en dejar constancia de su última palabra.
Se han desarrollado dos películas a partir de la serie, ambas por Gold Circle Films, la primera estrenada en 2009 llamada The Haunting in Connecticut y la segunda, en 2013, llamada The Haunting in Georgia; ambas películas se basan en casos que fueron presentados en la serie.